# Colobothea flavimacula
Colobothea flavimacula là một loài bọ cánh cứng trong họ Cerambycidae.